# Ličartovce
Ličartovce – wieś i gmina (obec) na Słowacji, w kraju preszowskim, w powiecie Preszów.
Wieś leży na wysokości 243 metrów n.p.m. w dolinie rzeki Torysa. Zajmuje obszar 8,28 km². W 2011 roku zamieszkiwało ją około tysiąca osób.
We wsi jest stacja kolejowa Ličartovce.

## Historia
Pierwsza pisemna wzmianka o wsi pochodzi z 1249 roku.